# NGC 4572
NGC 4572 (również PGC 41991 lub UGC 7775) – galaktyka spiralna (S?), znajdująca się w gwiazdozbiorze Smoka. Odkrył ją William Herschel 10 grudnia 1797 roku.